# Ichneumon molitorius
Ichneumon molitorius is een vliesvleugelig insect (orde Hymenoptera) uit de familie van de gewone sluipwespen (Ichneumonidae). De wetenschappelijke naam werd in 1761 gepubliceerd door Carl Linnaeus.

## Homoniemen
Voor Ichneumon molitorius Cuvier, 1833 zie Ichneumon dietrichae Kittel, 2016